# يوهانس هالر
يوهانس هالر (بالألمانية: Johannes Haller)‏ هو مختص في الدراسات القروسطية ‏ ألماني، ولد في 16 أكتوبر 1865 في Käina Parish ‏ في إستونيا، وتوفي في 24 ديسمبر 1947 في توبينغن في ألمانيا.

## وصلات خارجية
- يوهانس هالر على موقع مونزينجر (الألمانية)